# ダブリン (軽巡洋艦)
|          |                                                                                    |
| 艦歴     |                                                                                    |
| 発注     |                                                                                    |
| 起工     | 1911年4月                                                                          |
| 進水     | 1912年4月30日                                                                      |
| 就役     | 1913年3月                                                                          |
| 退役     |                                                                                    |
| その後   | 1926年7月にスクラップとして売却                                                    |
| 除籍     |                                                                                    |
| 性能諸元 |                                                                                    |
| 排水量   | 5,400トン                                                                          |
| 全長     | 457 ft (139 m) Overall                                                             |
| 全幅     | 50 ft (15 m)                                                                       |
| 吃水     | 15 ft 9 in (4.8 m)                                                                 |
| 機関     | パーソンズ蒸気タービン、4軸推進、 ヤーロウ缶12基、25,000hp                         |
| 最大速   | 25.5ノット (47 km/h)                                                               |
| 乗員     | 429-440名                                                                          |
| 兵装     | 6インチMk XI 砲8門、 3インチ砲1門、 3ポンド砲4門、 機銃4基、 21インチ魚雷発射管2門 |

ダブリン (HMS Dublin) はイギリス海軍の軽巡洋艦。チャタム級。

## 艦歴

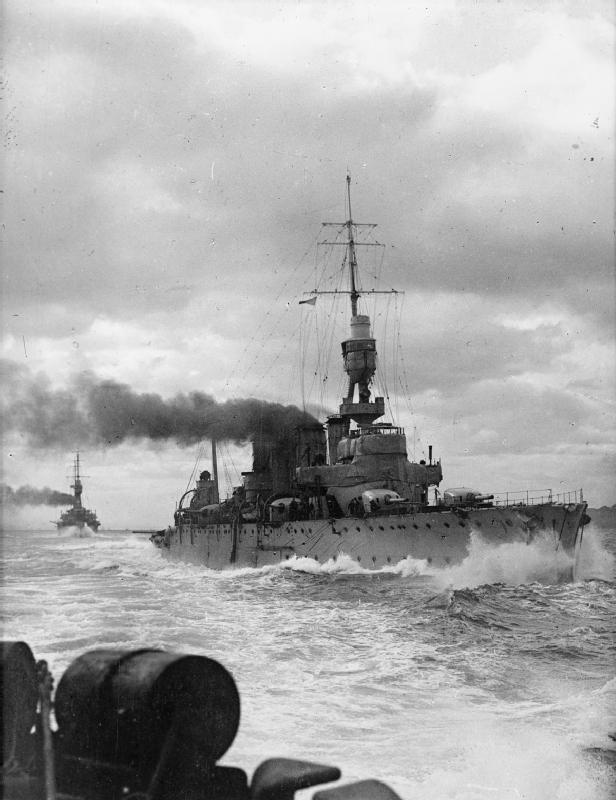
第一次世界大戦時の本艦

1911年4月4日起工。1912年4月30日進水。1913年3月竣工。
第1戦艦戦隊に配属後、1913年7月に地中海の第1軽巡洋艦戦隊に転属。1913年9月から1914年終わりまでは第2軽巡洋艦戦隊に所属。 
第一次世界大戦勃発前後のゲーベン追跡戦に参加。1915年2月にダーダネルスへ送られ、1915年4月25日にはXビーチで戦艦「インプラカブル」による攻撃を援護。
1915年5月下旬、イタリアのブリンディジに到着。同年6月8日、「ダブリン」はイタリア巡洋艦「ニーノ・ビクシオ」、「クアルト」などとともに存在すると考えられたアルバニア沿岸の潜水艦基地攻撃に派遣されたが実際は何もなかった。そのため、「ニーノ・ビクシオ」などによる灯台破壊の後、帰途に就いたが、その途中でオーストリア＝ハンガリー帝国潜水艦「U4」に発見されて攻撃を受けた。6月9日9時32分、魚雷1発が「ダブリン」の左舷に命中。缶室に浸水し、13名の戦死者を出したが、自力航行は可能であった。「ダブリン」はブリンディジへ帰投後ターラントへ移り、そこで入渠した。
1916年から1919年まで第2軽巡洋艦戦隊に所属。ユトランド沖海戦に参加し、軽巡洋艦「サウサンプトン」とともに敵駆逐艦を撃沈するが、「ダブリン」も被弾損傷し戦死者3名負傷者27名を出した。修理には6月17日まで要した。
1917年5月4日、駆逐艦4隻を伴った「シドニー」と「ダブリン」はフォース湾からハンバー川への航路掃海任務中にドイツ海軍飛行船「L43」と遭遇した。「シドニー」と「ダブリン」は「L43」へと向かい、射撃を開始したが、追跡中に何度か雷跡を見たことから敵潜水艦の潜む場所へ誘引されていると判断し反転。それを見ると「L43」は追跡しようとする。その後接近した「L43」は攻撃を開始しようとし、巡洋艦側も再反転して射撃を開始した。「L43」はまず「ダブリン」爆撃を試みたが失敗し、駆逐艦「オブデュレート」を爆撃して至近弾を与えた。続いて「L43」は「シドニー」を数度爆撃したがすべて外れた。この後「L43」は離脱し、戦闘は終わった。
戦後はアフリカ艦隊や地中海に配備され、1924年に予備役となる。1916年7月にスクラップとして売却されるが、解体業者へ向かう途中で座礁。1927年7月に浮揚、同年解体。